# ギオルギ・コチョラシュヴィリ
ギオルギ・コチョラシュヴィリ（Giorgi Kochorashvili、グルジア語 : გიორგი ქოჩორაშვილი、1999年6月29日 - ）は、ジョージア・トビリシ出身のサッカー選手。スポルティング・クルーベ・デ・ポルトゥガル所属。ポジションはミッドフィールダー。

## クラブ経歴
トビリシに生まれ、FCサブルタロの下部組織で育成された。2017年7月23日、FCトルペド・クタイシ戦でトップチームデビュー。
2017年8月、ジローナFCに2年間のレンタル移籍をした。
2019年7月19日、サブルタロがジローナへのコチョラシュヴィリの売却を拒否したため、同じくスペインのレバンテUDと3年契約を交わした。2020年7月12日、アスレティック・ビルバオとの一戦でレバンテのトップチームデビューを飾った。
2025年3月31日、スポルティング・クルーベ・デ・ポルトゥガルに5年契約で移籍した。

## 代表経歴
ジョージア代表のU-19とU-21の代表歴がある。